# Lukas Schenkel
Lukas Schenkel (* 1. April 1984 in Südafrika) ist ein ehemaliger Schweizer Fussballspieler.

## Karriere
Schenkel spielte auf der Position eines Verteidigers in der Saison 2004/05 und der Saison 2005/06 für den FC Thun 1898 in der ersten Liga der Schweiz, der Axpo Super League. 2004/05 wurde er in drei Spielen eingesetzt, in der folgenden Saison nur in einem Spiel gegen den FC Aarau für wenige Sekunden in der Nachspielzeit. Mit dem FC Thun erreichte er 2005 den zweiten Platz in der Super League. Bereits im Juli 2005 verliess er den FC Thun und gehörte von August 2005 bis Juli 2006 zur Mannschaft BSC Young Boys II. Nach zwei Jahren beim FC Wil wechselte er auf die Saison 2008/09 hin zum FC St. Gallen, mit welchem ihm als Stammspieler in der Innenverteidigung der Aufstieg in die Axpo Super League gelang.
Im Frühjahr 2011 verlängerte Schenkel seinen Vertrag beim FC St. Gallen bis 2014. Im Juli 2011 wechselte er zur AC Bellinzona in die Challenge League. 2013 erfolgte ein Wechsel zum FC Thun, wo er bis Ende der Saison 2014/15 spielte. 2015 wechselte er zum FC Münsingen, wo er bis 2018 spielte. Danach beendete er seine Profikarriere.